# دین‌داری

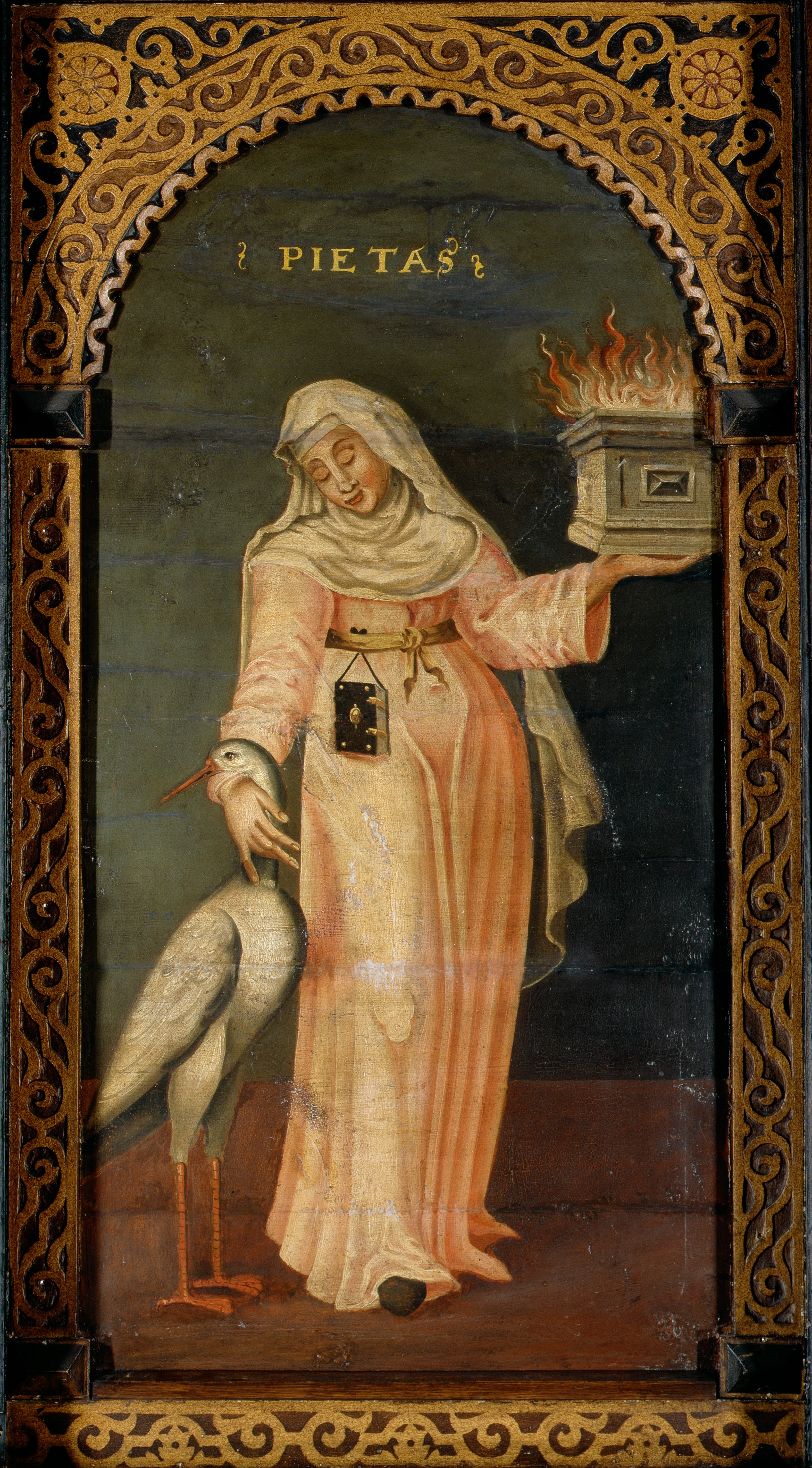
Allegorical paintings in the Dulwich Picture Gallery، Allegories of piety، British paintings in the Dulwich Picture Gallery

دین‌داری (انگلیسی: Religiosity) تعریف آن دشوار است، اما طبق نظر محققان مختلف این مفهوم به‌طور گسترده در مورد جهت‌گیری‌ها و دخالت مذهبی است و شامل ابعاد تجربی، آیینی، ایدئولوژیکی، فکری، نتیجه ای، اعتقادی، اجتماعی، اعتقادی، اخلاقی و فرهنگی می‌شود. جامعه شناسان دین مشاهده کرده‌اند که تجربه، اعتقادات، احساس تعلق و رفتار افراد اغلب با باورهای دینی واقعی آنها مطابقت ندارد، زیرا تنوع زیادی در نحوه مذهبی بودن یا نبودن فرد وجود دارد. مشکلات متعددی در اندازه‌گیری دینداری وجود دارد. به عنوان مثال، متغیرهایی مانند حضور در کلیسا هنگام استفاده از روش‌های مختلف مانند نظرسنجی‌های سنتی و نظرسنجی‌های استفاده از زمان نتایج متفاوتی را به همراه می‌آورند.